# Reptielen
Reptielen (Reptilia) of kruipdieren vormen een klasse van koudbloedige, gewervelde dieren. Volgens moderne opvattingen over classificatie wordt deze traditionele klasse niet langer als geldig beschouwd, omdat het een parafyletische groep is die de warmbloedige vogels niet omvat. In de moderne fylogenie worden de Reptilia vaak als een clade gedefinieerd, inclusief de vogels. Ook wordt wel het begrip Sauropsida gebruikt met ongeveer dezelfde inhoud. Reptielen in traditionele zin vallen dan samen met de Sauropsida, met uitzondering van de vogels; tenzij anders vermeld wordt die betekenis in de hoofdtekst toegepast.
Reptielen komen over de gehele wereld voor behalve in heel koude gebieden zoals de polen en de toppen van bergen. Er zijn meer dan 11.000 moderne soorten. Daarnaast zijn er vele uitgestorven vertegenwoordigers beschreven, bekend uit fossielen, zoals de in zee levende Mosasaurus die ook in het huidige Nederland gevonden is. Een belangrijke uitgestorven groep zijn de dinosauriërs (met uitzondering van de vogels) en de vliegende reptielen zoals de pterosauriërs. Deze diergroepen domineerden tot zesenzestig miljoen jaren geleden de Aarde, inclusief het luchtruim. Ze verschilden in bouw vaak sterk van de huidige reptielen want ze waren meestal warmbloedig.
Reptielen worden vaak in een adem genoemd met de amfibieën, hoewel het hier twee zeer verschillende diergroepen betreft. Amfibieën hebben een permeabele huid en geen schubben, in tegenstelling tot de reptielen. Het belangrijkste verschil met de amfibieën is echter het ontbreken van een larvaal stadium bij alle reptielen. Amfibieën en reptielen worden samen bestudeerd in de herpetologie.

## Levende vertegenwoordigers
Traditioneel worden de reptielen opgevat als een klasse die de volgende orden met nog levende vertegenwoordigers omvat:
- Schubreptielen (Squamata) (Slangen, hagedissen en wormhagedissen)
- Schildpadden (Testudines)
- Krokodilachtigen (Crocodilia)
- Brughagedissen (Sphenodontidae)

## Eigenschappen

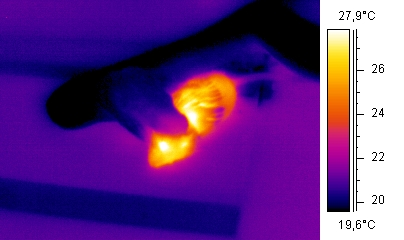
Thermografische afbeelding van een slang die een muis opeet.

Vrijwel alle reptielen leven op het land. De huid is bedekt met schubben die dienen ter bescherming maar ook gekleurd zijn voor camouflage of schrikkleuren. Krokodillen en schildpadden bezitten hoornplaten, die in de lederhuid worden gevormd. Zowel krokodillen als hagedissen hebben soms osteodermen; kleine botjes die in de huid worden gevormd en zorgen voor een stevige bepantsering. In principe hebben reptielen vier poten die zijwaarts van het lichaam staan. Slangen hebben echter geen poten en kruipen met behulp van buikschubben en ribben. Ook sommige groepen van de hagedissen, zoals de hazelwormen, missen ledematen.
De meeste reptielen zijn carnivoor, slechts een aantal soorten leeft van planten en vaak alleen als volwassen exemplaar. Ze zijn meestal in staat de prooi in één keer te verslinden maar sommige schildpadden en hagedissen en vrijwel alle krokodilachtigen scheuren de prooi in stukken.
Het grootste deel van de reptielen zet eieren af op de bodem. Bij de soorten die eieren leggen, zijn de eieren voorzien van een leerachtige of kalkachtige schaal. Sommige soorten broeden de eieren uit (bijvoorbeeld de pythons), maar meestal komen de eieren uit in het warme zand of in rottende bladerhopen. Er zijn ook reptielsoorten waarbij de eieren in het moederlichaam tot ontwikkeling komen, zoals de adders. Zij zijn eierlevendbarend, andere voorbeelden zijn de meeste wurgslangen en sommige hagedissen. Bij de schildpadden en krokodilachtigen komt eierlevendbarendheid niet voor. Er is altijd eerst een inwendige bevruchting en de jongen lijken wat betreft de morfologische bouw meteen op volwassen dieren. Alleen de kleuren wijken vaak sterk af. Een aantal reptielen heeft geen geslachtschromosomen maar kent een temperatuursafhankelijke geslachtsbepaling, waarbij de omgevingstemperatuur het geslacht van de zich ontwikkelende embryo's bepaalt. Dit verschijnsel is waargenomen bij alle krokodilachtigen en een aantal schildpadden. Bij de schildpadden ontstaan mannetjes bij een lagere temperatuur en vrouwtjes bij een hogere, bij krokodilachtigen is dit juist andersom.
Reptielen ademen door longen. In verhouding met de lichaamsgrootte hebben de longen van reptielen een veel kleinere totale oppervlakte dan die van zoogdieren, maar groter dan die van amfibieën. Alle reptielen behalve slangen hebben twee longen. Bij veel slangen is de linkerlong rudimentair of zelfs geheel verdwenen. De lucht stroomt bij reptielen meestal de longen in door het samentrekken van de ribben of door spieren in de keel, die ervoor zorgen dat lucht naar binnen wordt gezogen.
Bij schildpadden zorgt het harde pantser ervoor dat deze niet met hun borstkas kunnen ademhalen. Daarom vindt de ademhaling plaats via beweging van de huid en spieren tussen de nek en voorpoten, die de longen ventileren.
Krokodilachtigen gebruiken ook een methode waarbij de lever naar achter wordt getrokken door een spier aan het schaambeen, waardoor dan weer de achterkant van de longen naar achteren wordt getrokken. Hierdoor wordt de longinhoud groter.
Tijdens het eten gaat bij reptielen de ademhaling vaak moeizaam, omdat bij hen de neusholte eerder uitkomt in de mondholte.
Hoewel alle reptielen met de longen ademen, wordt deze bij sommige in het water levende reptielen ook nog ondersteund door huidademhaling in de sterk doorbloede wand van bek en cloaca, waar water langs zuurstofopnemende cellen wordt gevoerd, een voorbeeld zijn enkele schildpadden uit Australië, zoals de fitzroyschildpad.
Het hart bestaat bij de meeste reptielen uit twee boezems en een kamer die niet geheel van elkaar gescheiden zijn. Bij krokodillen is het tussenschot tussen de kamers wel compleet, maar ook bij deze groep vindt vermenging van zuurstofrijk met zuurstofarm bloed plaats, doordat de slagaders die uit de kamers komen niet geheel van elkaar gescheiden zijn aan hun basis. Hierdoor kan er dus bij reptielen gemengd bloed in de longen komen. Het hart van de meeste reptielen bestaat uit één kamer met twee boezems, maar het hart van een krokodil bestaat dus uit twee kamers met twee boezems. Het hart van de hagedissen is een combinatie hiervan; het heeft twee boezems en één kamer waarin echter een tussenschot zit waardoor de enkele kamer (deels) de functie van twee kamers vervult.
De meeste reptielen komen, vergeleken met warmbloedige dieren, met weinig voedsel toe omdat ze hun lichaam niet op temperatuur hoeven te houden. Een nadeel van hun koudbloedigheid is echter dat ze bij lage temperaturen vaak traag zijn en niet in staat zijn snel weg te lopen of snelle prooien te vangen. Daarom wordt een winterslaap gehouden gedurende de koude maanden van het jaar. Dit geldt echter niet voor soorten die in zeer warme gebieden leven. Hoog in het noorden kan de winterslaap wel zeven of acht maanden duren.

## Leefomgeving
Reptielen komen wereldwijd voor, van de tropen tot boven de poolcirkel en zowel op het land als in het zoete water en de zee. Zeebewonende reptielen zijn vrij uitzonderlijk. Er zijn minder dan tien soorten schildpadden, enkele krokodilachtigen en slechts één hagedis bekend die in zee kunnen worden aangetroffen. Alleen de slangen hebben een aanzienlijk aantal soorten die in zout water voorkomen. Dit betreft vooral zeeslangen, waar er meer dan 60 soorten van bekend zijn.
De meeste reptielen zijn dus landdieren en komen voor in tropische en subtropische gebieden. Ze leven vaak op plaatsen die voor andere dieren onaantrekkelijk zijn, zoals steppen, woestijnen en bergstreken. Reptielen kunnen hier veel beter overleven omdat ze koudbloedig zijn en weinig voedsel nodig hebben in vergelijking met warmbloedige dieren zoals zoogdieren en vogels. Daarnaast hebben reptielen allemaal een gepantserde huid van schubben, die niet alleen een beschermende functie heeft maar tevens ondoordringbaar is voor water en zo uitdroging bemoeilijkt. Hierdoor kunnen sommige reptielen in bloedhete en kurkdroge woestijnen overleven. Dit geldt zowel voor de hagedissen, de slangen als de schildpadden. Sommige soorten zijn volledig vegetarisch en hebben net als herbivore zoogdieren een goed ontwikkeld darmstelsel. Uitzondering zijn de krokodillen, die allemaal carnivoor zijn en in rivieren en meren leven.
Een aantal soorten leeft ook in gematigde gebieden zoals Nederland en België, zie de lijst van reptielen in Nederland. Veel soorten die in die streken voorkomen hebben zich gespecialiseerd om in een koel klimaat te overleven. Reptielen kennen hiervoor verschillende trucjes zoals eierlevendbarendheid (zie onder eigenschappen). Ook komt melanisme voor waarbij de dieren geheel zwart van kleur zijn en zo efficiënter zonnewarmte opnemen.

## Indeling

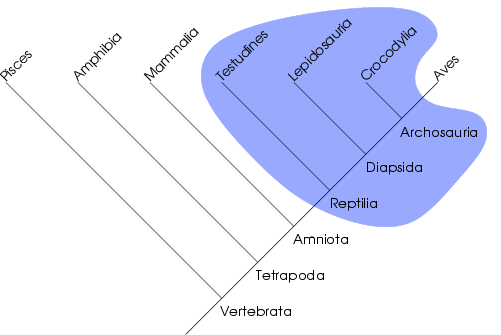
De ontwikkeling van de reptielen: de vogels werden lange tijd niet tot de groep gerekend maar stammen van de reptielen af.

Reptielen moeten ontstaan zijn rond 300 miljoen jaar geleden; de oudst bekende soort is Hylonomus uit het Carboon. In de loop van die tijd zijn er duizenden soorten gekomen en gegaan, waaronder de dinosauriërs. Tegenwoordig leven er ongeveer 9550 soorten reptielen, waarvan 5634 hagedissen, 3378 slangen en 327 schildpadden. De overige groepen zijn beduidend kleiner wat betreft soortenaantal; de wormhagedissen worden door 181 soorten vertegenwoordigd, de krokodilachtigen door 25 soorten en er zijn slechts 2 soorten brughagedissen.
Een eerste onderverdeling in de uitgestorven reptielen wordt gemaakt naar de openingen in de schedel achter de oogkas. De oorspronkelijke reptielen hadden geen opening daar. Deze groep staat bekend als de Anapsida. Hieruit ontstonden twee groepen. De synapsiden hadden één gat bovenaan achter de oogkas, de Diapsida twee. Uit de Synapsida zijn de zoogdieren ontstaan. De meeste huidige reptielen zijn Diapsida. Een uitzondering zijn de schildpadden, die als Anapsida gelden, hoewel er ook biologen zijn die denken dat het Diapsida zijn die hun openingen later weer verloren hebben. Een vierde groep, Euryapsida, met één opening onderaan achter de oogkas wordt tegenwoordig ook beschouwd als afgeleid van het diapside bouwplan.

### Problemen bij de classificatie
Volgens veel huidige opvattingen over classificatie is de traditionele klasse der reptielen niet geldig, omdat ze parafyletisch is. De vogels stammen namelijk van een groep dinosauriërs af, en krokodillen zijn hierdoor nauwer verwant aan vogels en dinosauriërs dan de andere reptielen. Binnen de cladistiek is het daarom gebruikelijk de definitie Sauropsida toe te passen waardoor ook vogels tot de reptielen worden gerekend, maar niet de Synapsida, waaronder zowel zoogdieren als de voorouderlijke zoogdierachtige reptielen onder vallen.
Onderstaand de taxonomische indeling van de reptielen, waar ook de zoogdieren en de vogels onder vallen, volgens Benton (2004).
- Clade Amniota
  - Klasse Synapsida (Synapsiden)
    - Orde Pelycosauria
    -  Orde Therapsida
      -  Clade Mammalia (Zoogdieren)

  -  Klasse Sauropsida
    - Onderklasse Anapsida
      -  Orde Testudines (Schildpadden)

    -  Onderklasse Diapsida
      - Orde Araeoscelidia
      - Orde Younginiformes
      - Infraklasse Ichthyosauria (Ichthyosauriërs)
      - Infraklasse Lepidosauromorpha
        - Superorde Sauropterygia
          - Orde Placodontia
          - Orde Nothosauroidea
          -  Orde Plesiosauria

        -  Superorde Lepidosauria
          - Orde Sphenodontia (Brughagedissen)
          -  Orde Squamata (Hagedissen en slangen)

      -  Infraklasse Archosauromorpha
        - Orde Prolacertiformes
        -  Clade Archosauria
          - Clade Crurotarsi
            -  Superorde Crocodylomorpha
              - Orde Crocodilia (Krokodilachtigen)
              - Orde Phytosauria
              - Orde Rauisuchia
              -  Orde Rhynchosauria

          -  Clade Avemetatarsalia
            -  Infradivisie Ornithodira
              - Orde Pterosauria
              -  Superorde Dinosauria
                - Orde Saurischia
                  -  Clade Aves (Vogels)

                -  Orde Ornithischia

## In relatie met de mens
Mensen hebben door de eeuwen reptielen gevreesd, vereerd en vervolgd, voorgesteld in afbeeldingen en media, en zelfs als huisdier gehouden.

### Religie en cultuur
- Slangen speelden een belangrijke rol in de bijbel en in sommige culturen zoals die van het Oude Egypte.
- Dinosauriërs werden opgevoerd in films en allerlei computerspellen.
- Schildpadden komen voor in diverse (teken)films en verhalen.
- In sciencefiction worden buitenaardse reptielenwezens beschreven die de wereld regeren. Complotdenkers als David Icke nemen dat zelfs vrij letterlijk; anderen zoals Thierry Baudet hanteren het concept als metafoor voor “koudbloedige, harteloze wereldleiders”.[5][6]

### Geneeskunde
- Slangenbeten veroorzaken onder meer in India nog jaarlijks duizenden doden, waartegen niet altijd (tijdig) een antiserum voorhanden is.
- Cytotoxines uit slangengif worden onderzocht in het kankeronderzoek, meer bepaald de chemotherapie.
- Reptielen en reptielproducten werden vanouds gebruikt in de traditionele Chinese geneeskunde.

### Fokprogramma’s
Op krokodillenboerderijen worden krokodillen gekweekt om hun leer en vlees; gelijkaardige fokprogramma’s bestaan voor schildpadden en slangen.

### Huisdieren
Reptielen worden soms als huisdier gehouden, bijvoorbeeld minder gevaarlijke slangen als de koningspython of de korenslang. Ook hagedissen en schildpadden worden gehouden. Officieel heet de activiteit herpetocultuur, en het reptielenverblijf in de dierentuin is dan het herpetarium.